# Lista de filmes de Bollywood
A indústria de cinema indiana é a maior do mundo em termos de venda de bilhetes e de número de filmes produzidos (somente em 2003 foram produzidos 877 longas metragens e 1177 curtas metragens). Os bilhetes de cinema na Índia estão entre os mais baratos do mundo. A indústria é sobretudo suportada por um vasto público. Em cada 3 meses um público tão grande quanto a população da Índia visita as salas de cinema. Os filmes indianos são populares em várias partes do mundo, especialmente em países com comunidades indianas de tamanho significativo.
Bollywood (em hindi: बॉलीवुड; em urdu: بالی وڈ) é o nome dado à indústria de cinema em língua hindi, a maior indústria de cinema indiana, em termos de lucros e popularidade a nível nacional e internacional. O nome Bollywood surge da fusão de Bombaim (antigo nome de Mumbai, cidade onde se concentra esta indústria), e de Hollywood (nome dado à indústria cinematográfica americana). Contudo este nome é usado por vezes para designar todo cinema indiano o que se trata de uma utilização incorrecta.

## Lista de filmes de Bollywood
- Lista de filmes de Bollywood (década de 1970)

- Lista de filmes de Bollywood (década de 1980)

- Lista de filmes de Bollywood (década de 1990)

- Lista de filmes de Bollywood (década de 2000)